# Kapokbaum

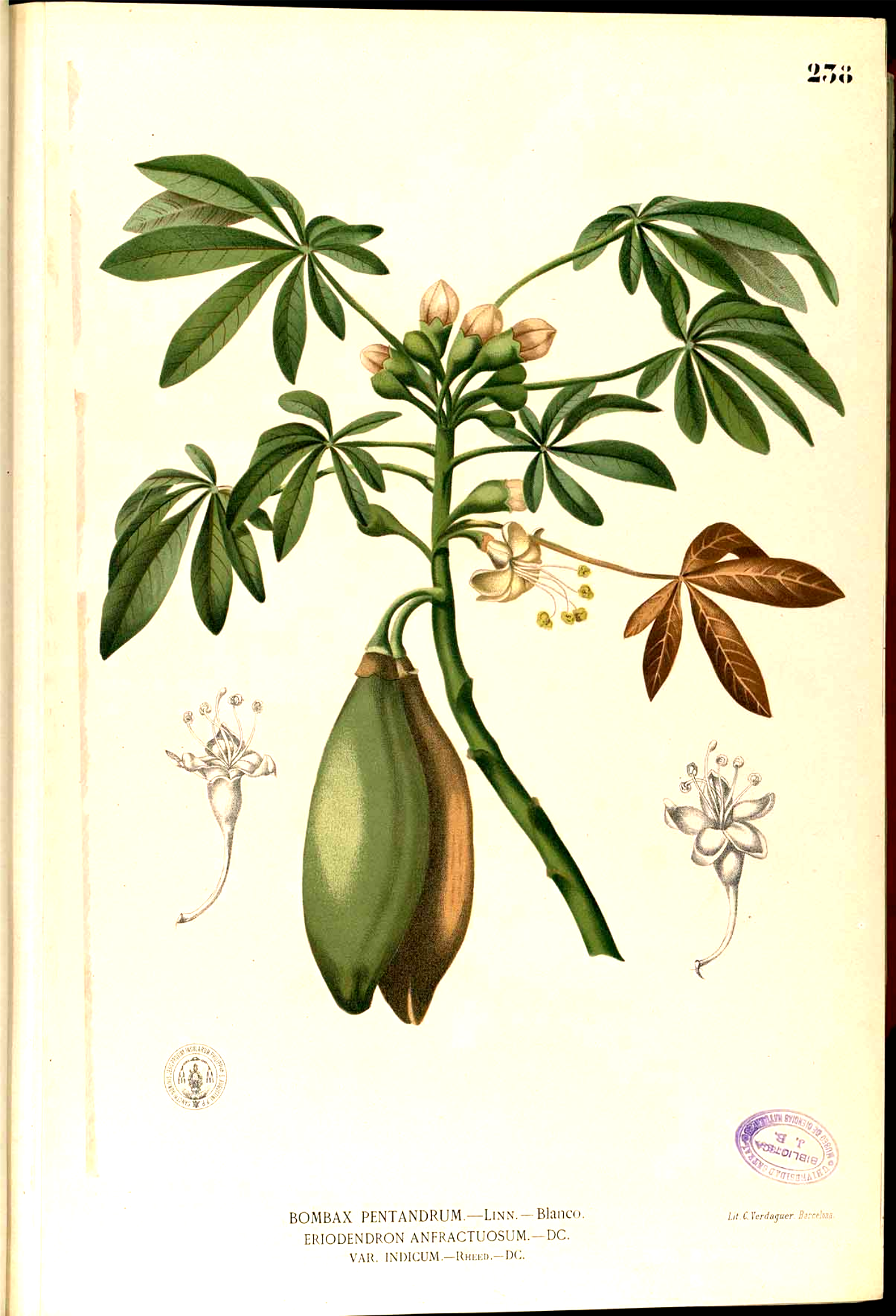
Illustration

Der Kapokbaum (Ceiba pentandra), auch als Wollbaum bezeichnet, ist eine Pflanzenart aus der Gattung Ceiba in der Unterfamilie der Wollbaumgewächse (Bombacoideae).

## Beschreibung
Der Kapokbaum ist ein mächtiger, laubabwerfender Baum mit schirmförmiger bis runder Krone, der Wuchshöhen von bis zu 75 Meter und einen Stammdurchmesser von über 3 Meter erreicht. Die gräuliche Borke ist relativ glatt. Er kann über 500 Jahre alt werden. Er ist einer der größten Bäume des tropischen Regenwaldes, der das umliegende Kronendach um 10 bis 20 Meter überragt. Der Stamm ist jung grün-bräunlich und im Alter grau-bräunlich und er wird dann von hohen, breiten Brettwurzeln gestützt. In seiner Jugendzeit ist er dicht bedeckt mit spitzen, pyramidalen bis kegelförmigen Stacheln, die mit zunehmendem Alter immer weniger werden. Der Baum führt ein Gummi, es ist ähnlich wie Kutira-Gummi.
Die langgestielten und gefiederten Laubblätter sind handförmig gefingert. Der Blattstiel mit verdickter Basis ist bis zu 27 Zentimeter lang, die Blättchenstiele bis zu 3 Zentimeter. Die bis zu 20 Zentimeter langen, kahlen, spitzen bis meist zugespitzten oder geschwänzten und verkehrt-eiförmigen, -eilanzettlichen bis lanzettlichen, meist ganzrandigen, meist fünf bis neun, kurz gestielten, leicht ledrigen Blättchen besitzen eine keilförmige Basis. Sie werden beim Beginn der Trockenzeit im Februar bis März abgeworfen. Zu dieser Zeit treiben die zumeist büschelweise und achselständig an den Zweigenden stehenden, gelblichen bis weißen oder rosa, zwittrigen und fünfzähligen, gestielten Blüten mit doppelter Blütenhülle aus. Der Blütenstiel ist bis etwa 5–6 Zentimeter lang.
Der glockenförmige, vier- bis fünfzähnige, bis 2 Zentimeter lange, kahle Kelch ist grünlich und ledrig. Die verkehrt-eiförmigen Kronblätter sind außen fein behaart, bis 4,5 Zentimeter lang und im unteren Teil mit der kurzen Staubblattröhre verwachsen. Der fünfkammerige Fruchtknoten ist halbunterständig mit einem langen, festen Griffel mit kopfiger und leicht geteilter Narbe. Die ungleich langen Staubblätter sind im unteren Teil röhrig verwachsen, mit oberseits fünf freien Staubfäden und kürzer als der Griffel und besitzen nierenförmige, gebogene Antheren. Innen im Kelch sind Nektarien vorhanden.
Die Blüten öffnen sich nur nachts, vom frühen Abend bis zum Morgen, und sie haben einen starken und unangenehmen Geruch aufgrund ihrer primären Fledermausblütigkeit (Blattnasen), allerdings sind sekundär auch Motten, Bienen und Hummeln Bestäuber.
Die hängenden, braunen, ledrigen, länglich-ellipsoiden und schwimmfähigen, kahlen Früchte sind bis über 25–30 Zentimeter lange, sich entlang der Scheidewände öffnende, lokulizidale, vielsamige Kapseln. Die über 100, etwa 5–6 Millimeter großen, rundlichen, braunen bis schwärzlichen und kahlen Samen liegen in einem Bett aus dichten, gräulichen bis weiß-gelblichen, flaumigen Haaren. Die Haare entspringen dem Endokarp der Fruchtwand und dienen der Windausbreitung. Sie brechen bei der Fruchtreife von der Fruchtwand ab.
Die Chromosomenzahl beträgt 2n = 72, 80, 84 oder 88.

### Fotogalerie mit Details

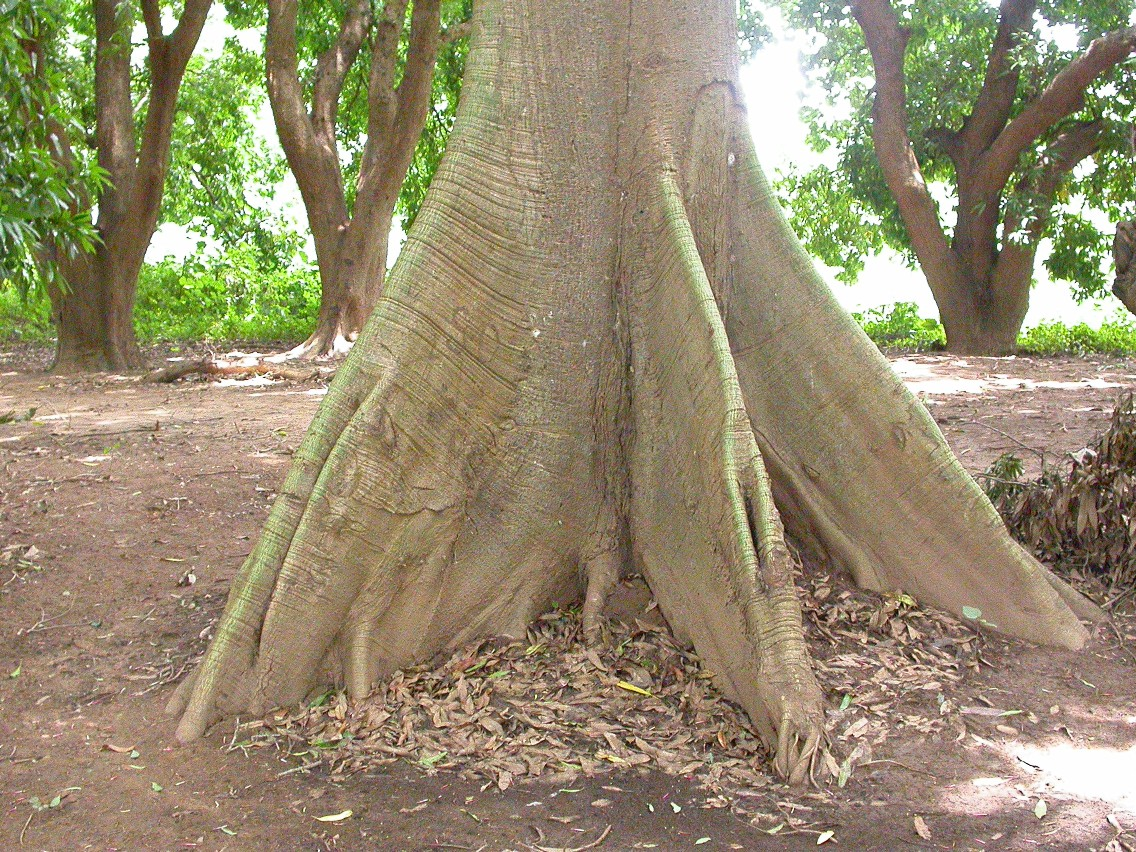
Kleinere Brettwurzeln des Kapokbaums
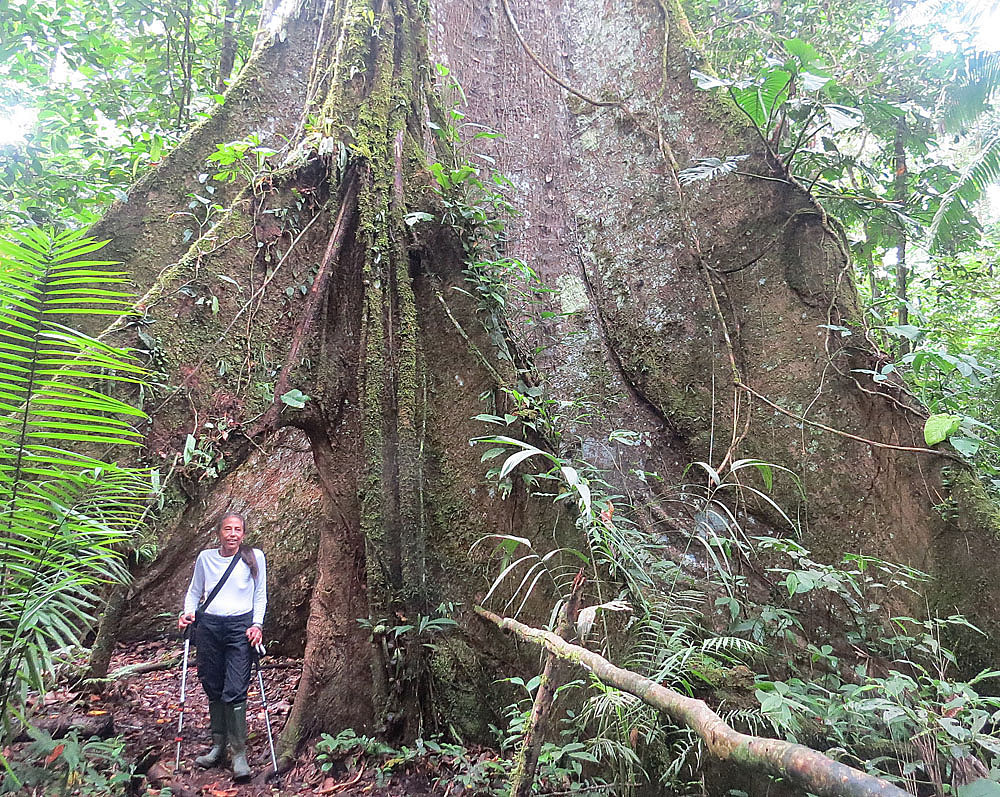
Große Brettwurzeln von Ceiba pentranda
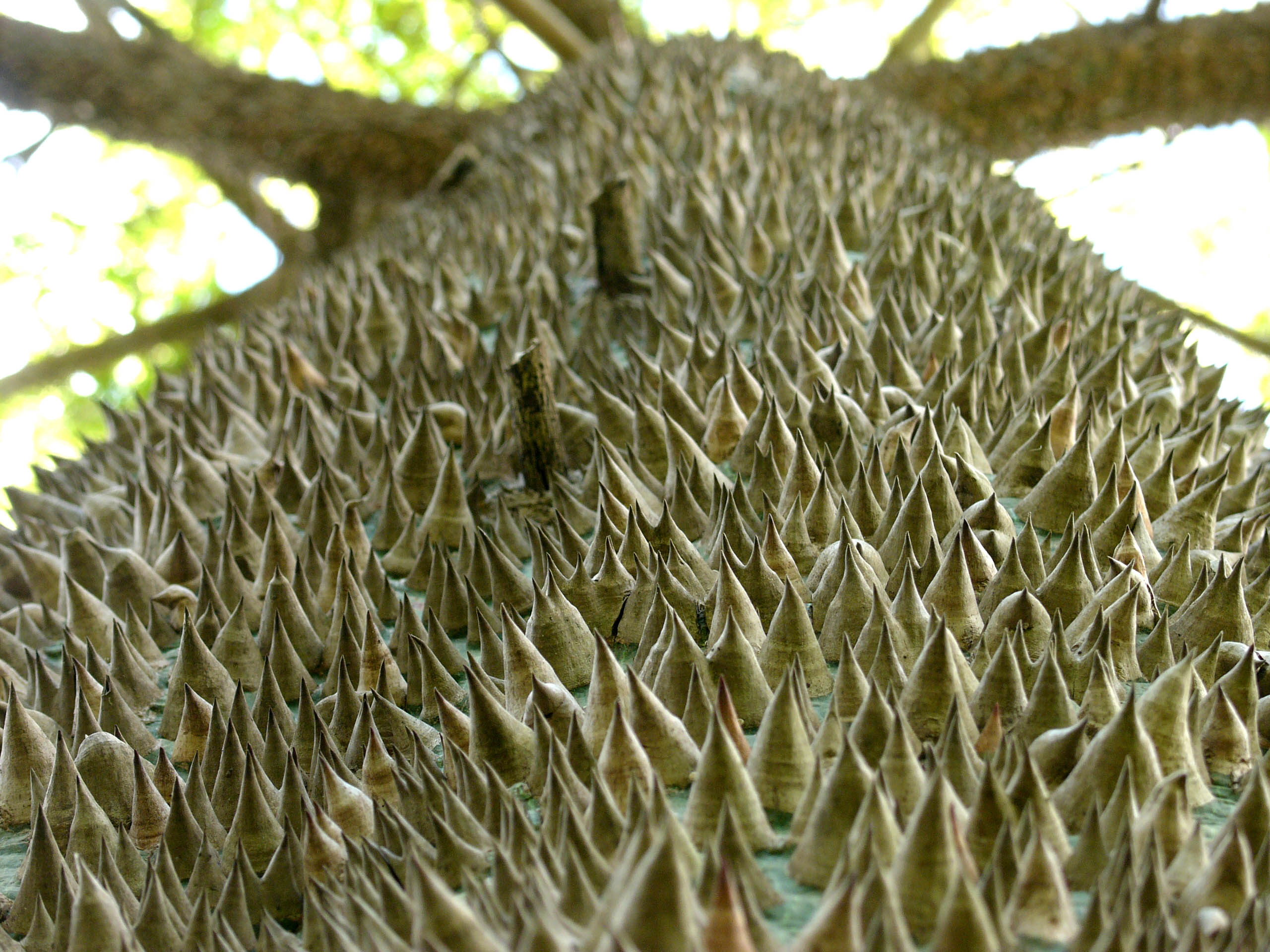
Stacheliger Stamm des jungen Baumes
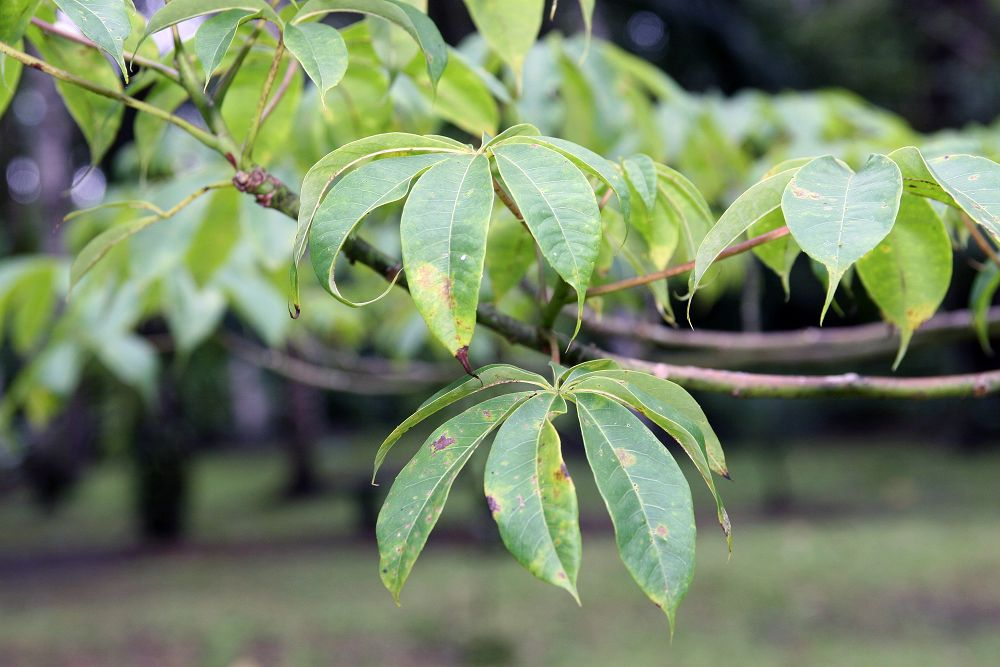
Blätter von Ceiba pentandra
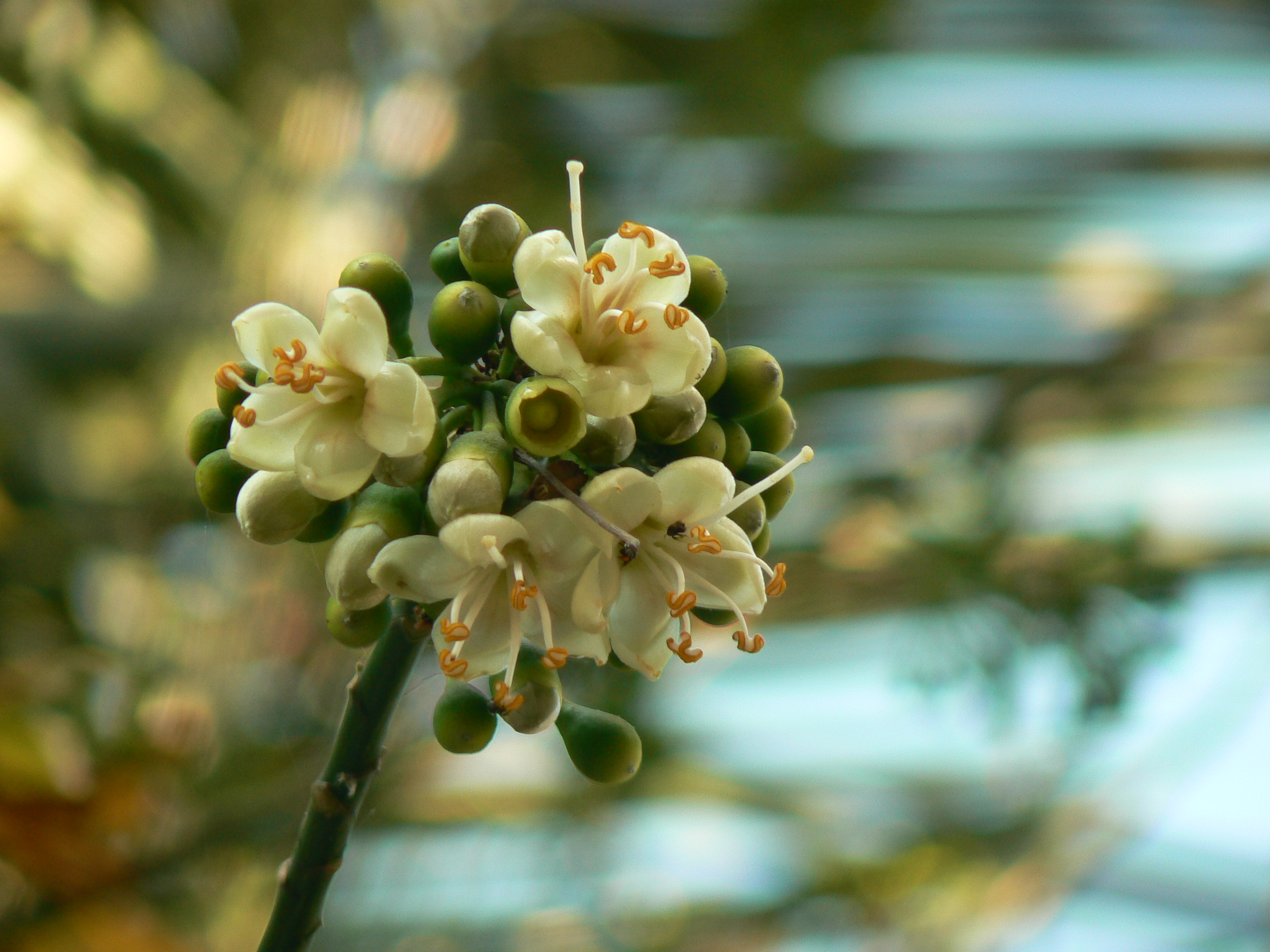
Ceiba pentandra Blüten
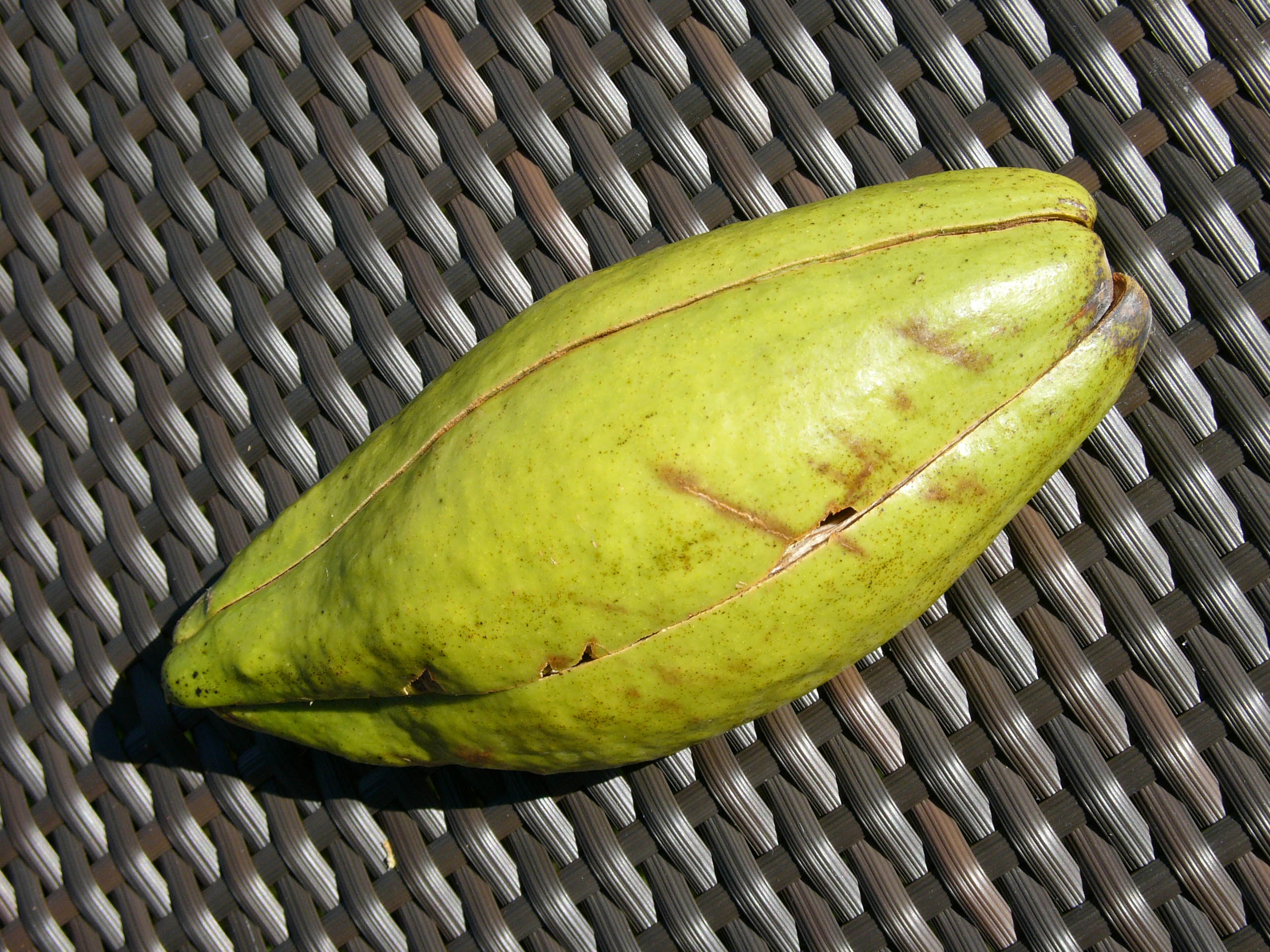
Unreife, grüne Frucht
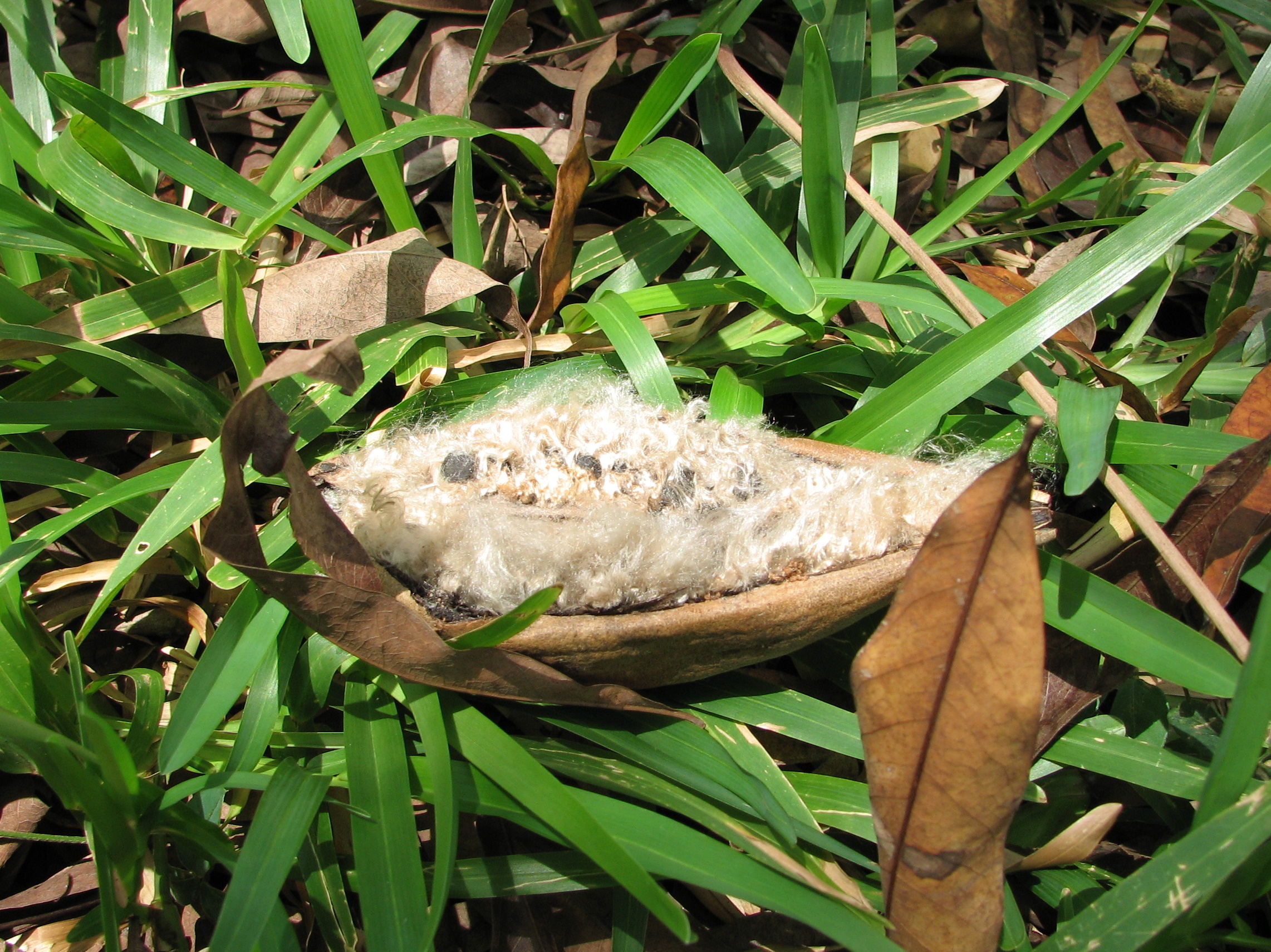
Frucht aufgegangen
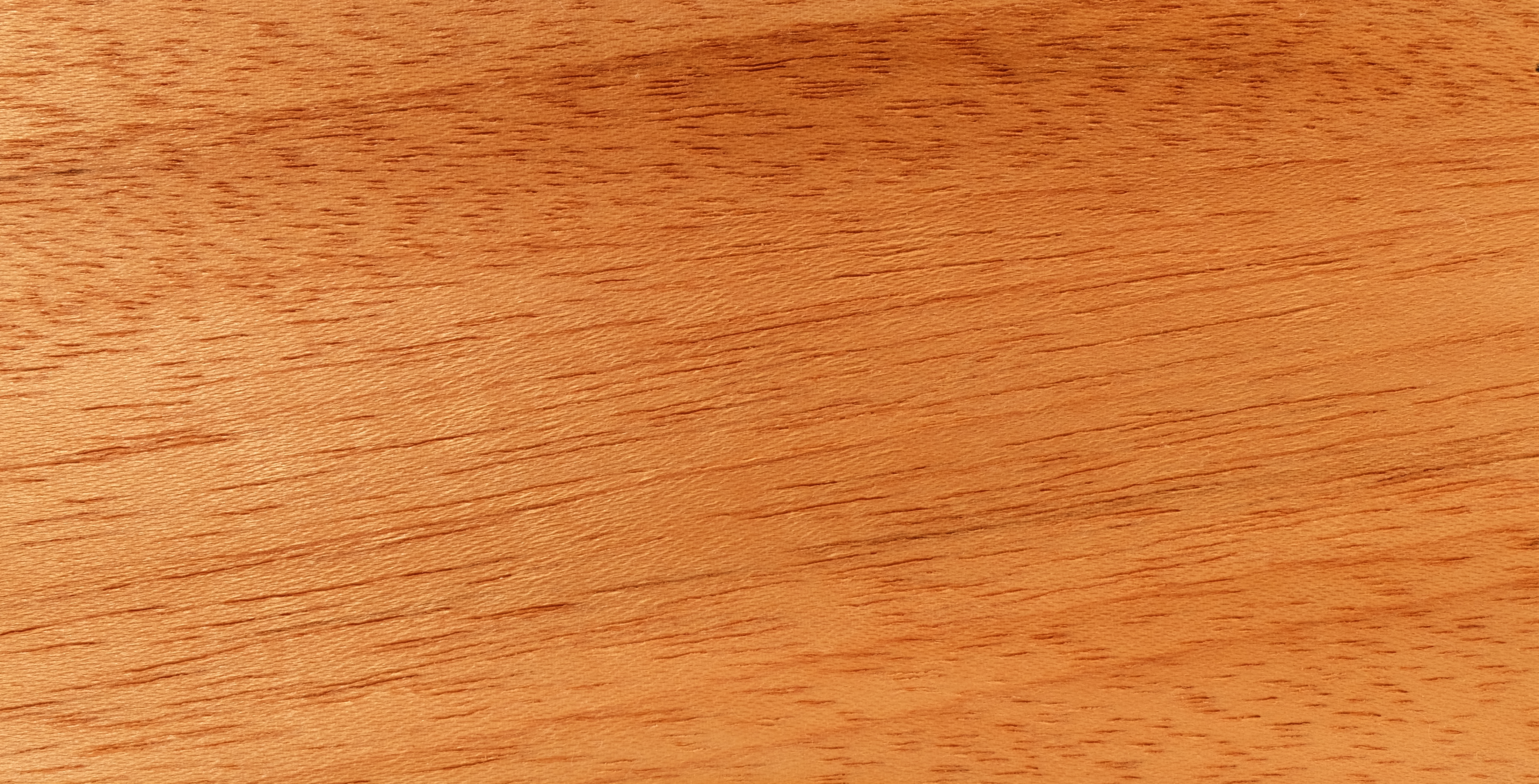
Ceibaholz

## Varietäten
Es werden manchmal drei Varietäten unterschieden.
- Ceiba pentandra var. caribaea, in Südamerika und Westafrika, über 60 Meter hoch, Früchte kleiner und breiter sowie öffnend, mit Brettwurzeln und der Stamm hat kleine Stacheln.
- Ceiba pentandra var. guineensis, in den Savannen Westafrikas, viel kleiner, bis 18 Meter hoch und ohne Brettwurzeln, Früchte öffnend.
- Ceiba pentandra var. pentandra, der kultivierte Kapokbaum aus Westafrika und Asien, bis 30 Meter hoch, kleine oder keine Brettwurzeln und nicht öffnende Früchte mit helleren Fasern.

## Vorkommen

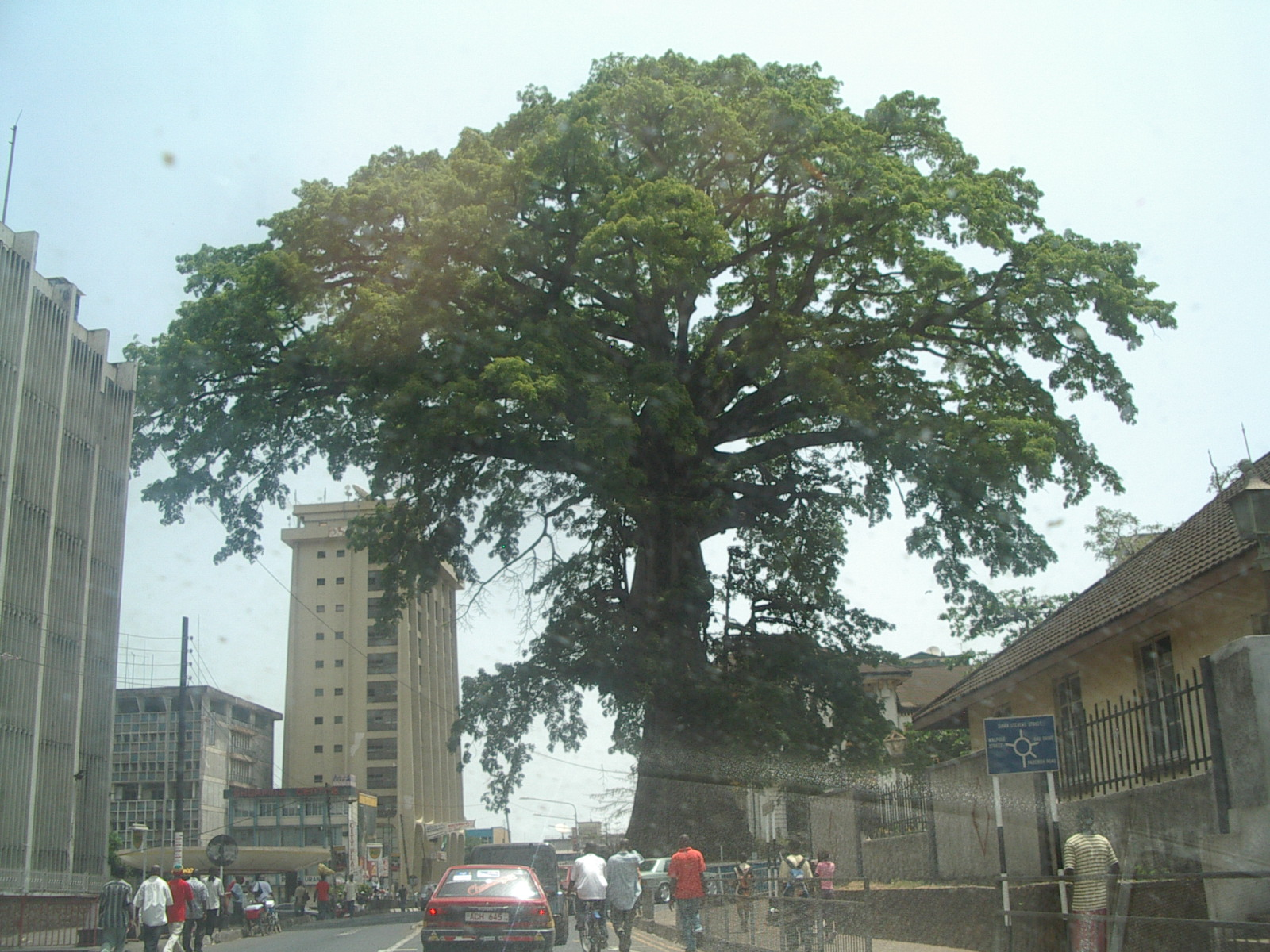
Cotton Tree in Freetown, Sierra Leone

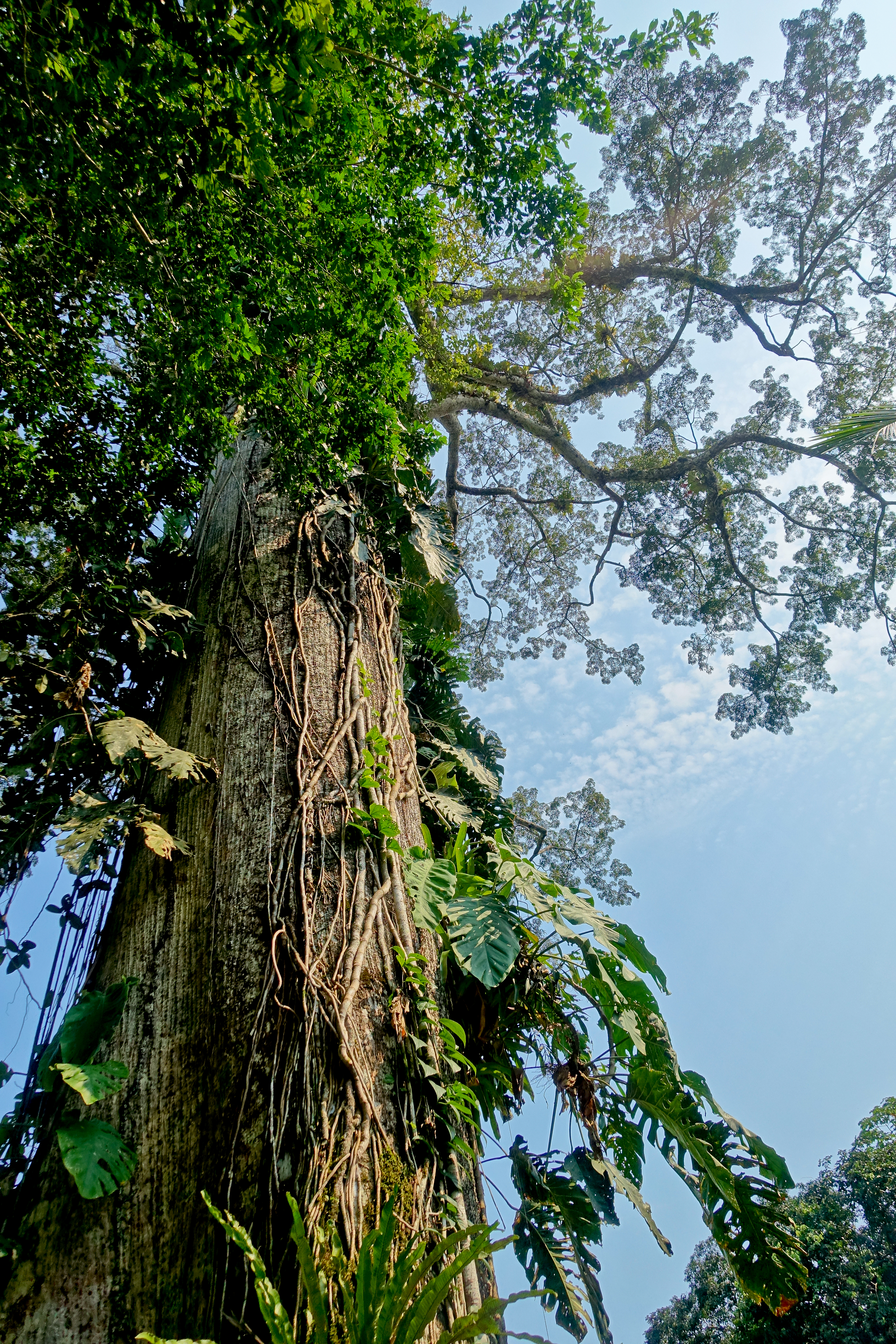
Der Kapokbaum gehört zu den typischen „den Wald überragenden Urwaldriesen“

Der Kapokbaum stammt vermutlich aus dem tropischen Regenwald Mittel- und des nördlicheren Südamerikas und verbreitete sich bis nach Westafrika. Allerdings könnte es auch umgekehrt sein und der Baum stammt aus West- und Zentralafrika. Mittlerweile ist er in den gesamten Tropen anzutreffen. Ceiba pentandra ist ein lichtbedürftiger Baum, der während der Regenzeit eine Niederschlagsmenge von rund 1000 bis 1500  mm benötigt. Er wächst bis in große Höhen von 4000 Metern.

## Nutzung
Aus dem Kapokbaum wird u. a. Kapok gewonnen. Die Kapokfasern haben eine Länge von 10 bis 35 Millimeter und bestehen zu 64 % aus Cellulose und Hemicellulose. Aufgrund ihres Wachsüberzugs sind sie wasserabweisend und schlecht verspinnbar. Ein einzelner Baum liefert pro Jahr ungefähr 20 kg reine Fasern. Ohne weitere Behandlung können diese als Füllmaterial für Rettungsringe und Schwimmwesten oder als Polster- und Isoliermaterial genutzt werden.
Die Samen des Kapokbaums werden aufgrund ihres hohen Anteils an fettem Öl (Kapoköl) (bis zu 25 %) regional für die Herstellung von Seife oder Speiseöl verwendet, sie sind aber auch essbar. Aufgrund seiner antibakteriellen Wirkung kommt der Kapok auch bei der Wundversorgung zum Einsatz.
Das leichte, nicht besonders wertige Holz ist weich und nicht beständig.

## Mythologie
In der Mythologie der Maya von Yucatán stellt ein Kapokbaum die Axis Mundi oder den Weltenbaum dar, ähnlich der Weltenesche Yggdrasil in der nordischen Mythologie.
In den afrokubanischen Religionen Palo Monte und Arará gilt die Ceiba als heiliger Baum, in der Santería ist sie als Sitz des Orishas Iroko der heiligste aller Bäume.
In Erzählungen, die im peruanischen Amazonastiefland verbreitet sind, spielt der Kapokbaum, der dort „Lupuna“ genannt wird, eine wichtige Rolle. Er steht in der amazonischen Mythologie in Verbindung mit Wichten, die nach verschiedenen Überlieferungen im riesigen, oft bauchförmigen Stamm des Baumes leben oder um diesen herumtanzen.